# Aulia cendré
Laniocera hypopyrra
Espèce
Statut de conservation UICN

 LC  : Préoccupation mineure
L’Aulia cendré (Laniocera hypopyrra) est une espèce de passereaux de la famille des Tityridae. Le terme cendré décrit sa coloration. 

## Taxonomie
Cette espèce, décrite en 1817 par le naturaliste français Louis Jean Pierre Vieillot, est traditionnellement placée dans le genre Cotinga, mais les données les plus récentes permettent de la placer dans la famille des Tityridae[source insuffisante], d'après le Comité de classification d'Amérique du Sud (SACC).

## Description
Les juvéniles de cette espèce sont orange avec de longues plumes filaires à l’extrémité blanche. Ces caractéristiques des oisillons leur confèrent une forte ressemblance avec les chenilles poilues des papillons de nuit de la famille des Megalopygidae. Les oisillons, en l'absence des parents, bougent la tête lentement d'un côté à l'autre, ce qui augmente leur ressemblance avec les chenilles. Cet exemple de mimétisme batésien aposématique semble être le premier décrit impliquant un oisillon qui mime un insecte toxique,.

## Habitat
Il est présent en Bolivie, au Brésil, en Colombie, en Équateur, en Guyane française, en Guyana, au Pérou, au Surinam et au Venezuela. Son habitat naturel est subtropical et correspond à la forêt tropicale humide. 